# Кривой, Максим Викторович
Макси́м Ви́кторович Криво́й (укр. Максим Вікторович Кривий; род. 18 мая 1988, СССР) — украинский футболист, защитник.

## Игровая карьера
С семи лет занимался в детско-юношеской школе запорожского «Металлурга». Тренер — Е. Булгаков. После завершения обучения был переведён в «Металлург-2», а затем — в молодёжный состав «казаков». Четыре матча сыграл за главную команду.
Дебют в высшей лиге состоялся 18 мая 2008 года в последним туре сезона 2007/08 в гостевом матче против симферопольской «Таврии». Вышел на поле на 52-й минуте игры вместо Евгения Писоцкого.
Так как в основе «Металлурга» закрепиться не удалось, футболист в 2011 году принял решение перейти в другой клуб. Запорожские тренеры хмельницкого «Динамо» предложили Кривому продолжить карьеру в подольском клубе. Через год Владимир Атаманюк порекомендовал футболиста президенту «Карловки» Виктору Пожечевскому и футболист сменил клуб.
В 2013—2014 годах по приглашению спортивного директора футбольного клуба «ВПК-Агро» Александра Прошенко играл в этой любительской команде. В её составе становился чемпионом Днепропетровской области и лучшим бомбардиром. После завершения успешного сезона Кривой был приглашён на просмотр во второлиговый «Макеевуголь». Во время сборов тренер макеевцев Спартак Жигулин был доволен игрой футболиста, после чего Кривой подписал контракт с клубом.